# East Timor Institute of Business
Das East Timor Institute of Business IOB ist eine Hochschule in der osttimoresischen Landeshauptstadt Dili. Es ist eine von der Agência Nacional para a Avaliação e Acreditação Académica (ANAAA) anerkannte offizielle Hochschule. Die Akkreditierung erfolgte 2008. Es befindet sich im Stadtteil Pantai Kelapa. In Fomento liegen der Campus Fomento, Campus C und D. Parallelklassen gibt es in den Orten Baucau, Maliana, Ermera und Viqueque.

## Übersicht
Das IOB unterteilt sich in die Fakultäten Wirtschaft, Computerwissenschaften und Ingenieurwesen. Die Wirtschaftsfakultät ist mit Klassen auch in den Nebenstandorten außerhalb Dilis vertreten.

## Lehrkräfte
115 Lehrkräfte waren 2015 am IOB tätig. 24 davon waren Frauen.
Stand 2015:
- Augusto da Conceição Soares, Rektor
- Agostinho Coelho, Vizerektor
- Natalino A. B. Ximenes, Vizerektor
- Guilhermino Paulo do Santos Barreto, Dekan der Fakultät für Wirtschaft und Handel
- Gabriel Neves, Dekan der Fakultät für Informations- und Kommunikationstechnik
- Mateus da Silva, Qualitätskontrolle IOB

## Studenten
Das IOB hatte 2015 insgesamt 3.688 Studierende. Im Jahr 2013 gab es 797 Immatrikulationen (davon 400 Frauen), 2014 waren es 843 (446) und 2015 817 (452). Von 2009 bis 2014 haben insgesamt 1213 Studierende hier einen Abschluss erhalten, 606 davon Frauen.